# Admontiet
Het mineraal admontiet is een magnesium-boraat, dus een verbinding van boraat-ionen met magnesium met molecuulformule MgB6O10·7H2O. Het is gehydrateerd. Admontiet is naar Admont in Oostenrijk genoemd, de plaats waar het voor het eerst werd beschreven. Het is daar in de buurt van gips-afzettingen gevonden. Het is doorzichtig, maar heeft geen duidelijke kleur en heeft een witte streepkleur. Het heeft een monoklien kristalstelsel en geen splijting. De massadichtheid is 1,84 kg/l, de hardheid is 2 tot 3 en het mineraal is niet radioactief.

## Websites
- (en)  mindat.org. Admontite.
- (en)  Admontite Mineral Data.